# Banco de Talca
El Banco de Talca fue un banco chileno fundado en 1884, cuya casa matriz estaba en la ciudad de Talca. La mayor parte de sus operaciones se concentraban en las regiones del Maule y Metropolitana.

## Historia

### Inicios
El Banco de Talca fue constituido oficialmente el 17 de septiembre de 1884 con un capital de 1 millón de pesos de la época (emitido mediante 2000 acciones de 500 pesos cada una), una cifra gigantesca en aquel tiempo, aportado por 32 hombres y 9 mujeres de renombre en la provincia, mientras que sus estatutos fueron aprobados por el Ministerio de Hacienda el 27 de octubre del mismo año. El 20 de junio de 1885 fue declarado legalmente instalado y se fijó como fecha de inicio de operaciones el 1 de julio del mismo año, abriendo sus puertas al día siguiente. El primer consejo directivo del banco estuvo conformado por Jerónimo de la Cruz, Urcisino Opazo, José Manuel Fernández, Ruperto Echeverría, José Francisco Walton, Daniel Vergara y Ángel María Garcés.

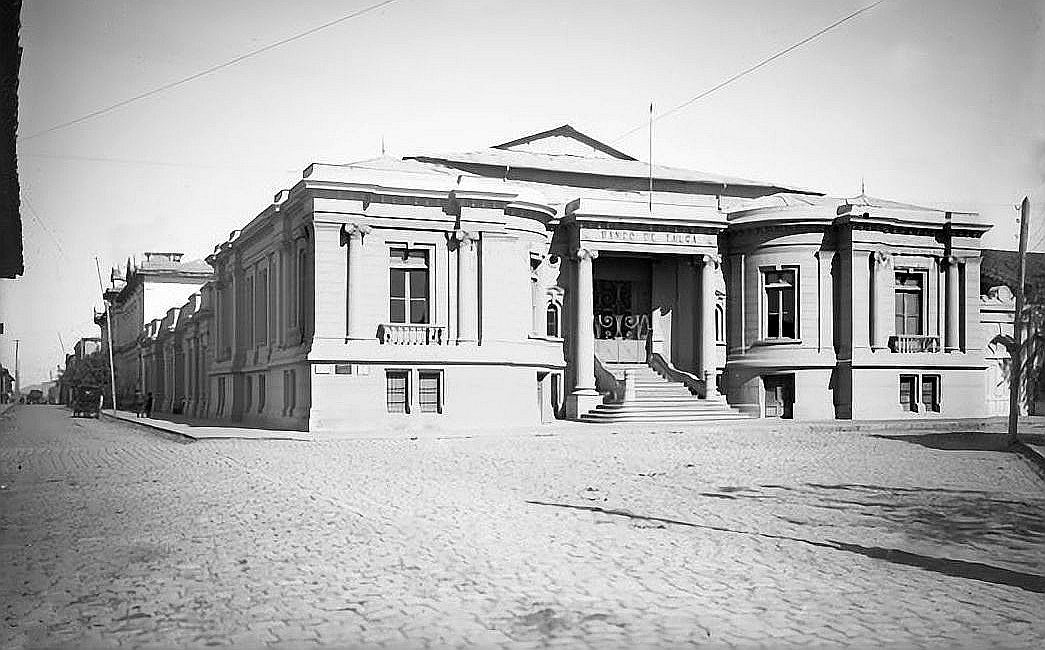
Sucursal del Banco de Talca en Cauquenes hasta 1939.

El 27 de octubre de 1885 abrió su primera sucursal en Cauquenes —siendo Lautaro Figueroa su primer director—, inaugurando posteriormente sucursales en Parral (1 de septiembre de 1888) —con Francisco del Campo como primer agente— y Linares (27 de enero de 1890). Al igual que varios bancos de la época en Chile, emitió su propio dinero, lo que realizó mediante la impresión de billetes de 5, 10, 20 y 100 pesos —las primeras emisiones de 5, 10 y 100 pesos (realizadas en 1885) incluían los retratos de generales de la guerra del Pacífico y de Benjamín Vicuña Mackenna y José Francisco Vergara, mientras que las emisiones de 20 pesos (realizadas en 1888) llevaban el retrato de Tomás Marín de Poveda, fundador de la ciudad—.
En 1893 fue demolida la casa que había pertenecido a Pedro José Jara en la esquina de las calles 1 Oriente y 1 Sur —lugar en donde se encontraba el banco desde 1885— para construir un nuevo y moderno edificio, proyectado por Federico Thumm y cuya construcción estuvo a cargo de José Casali y Enrique Ohde, inaugurado en 1895.

### Expansión y desarrollo
A inicios del siglo XX el banco abrió nuevas sucursales en San Carlos (marzo de 1906), Quirihue (abierta en 1904 y cerrada en 1912) y San Javier (esta última en 1926, cerrada el 11 de septiembre de 1931 y reabierta en 1943). El terremoto del 1 de diciembre de 1928 dejó severamente dañado el edificio del banco, por lo que la institución continuó atendiendo en los jardines laterales de la Plaza de Armas de la ciudad mientras que la gerencia se mantenía en el subterráneo del destruido edificio. Entre febrero de 1929 y abril de 1930 fue reconstruida la casa matriz, diseñada por los hermanos Carlos y Alberto Cruz Eyzaguirre y construida por la empresa Forteza Hermanos. El terremoto de Chillán de 1939 destruyó la sucursal de Cauquenes, la cual fue posteriormente reconstruida y entregada al público en noviembre de 1940.

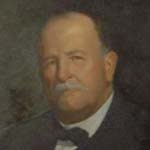
Pedro Opaso Letelier, presidente del Banco de Talca (1936-1957).

Tras el fin de la Segunda Guerra Mundial —y bajo la presidencia de Pedro Opaso Letelier, quien asumió dicho cargo en 1936— comenzó un nuevo proceso de expansión del banco, abriendo una nueva sucursal en Talca (en el sector denominado «Barrio Estación») en 1946, en Molina en 1947 e instalando su primera oficina en Santiago —ubicada en calle Nueva York 77— el 1 de julio de 1958 luego de que en abril de 1956 la Superintendencia de Bancos e Instituciones Financieras (SBIF) la autorizó para aquella decisión. A esta apertura se sumaron una sucursal en Constitución (diciembre de 1964) y tres nuevas sucursales en la capital chilena: Arturo Prat (1964), Providencia (1965) y Diagonal Cervantes (2 de junio de 1969).
Hacia fines de los años 1960 algunos de los accionistas del banco eran empresarios de la zona, como por ejemplo Aurelio Fernández Barros, Mario Villalobos Cruz, Víctor Opaso Cousiño, Miguel Calaf Rocosa, Enrique Tigero Caballero, Hernán Cruz Concha y Enrique Burgos Moreira.
Durante gran parte de su historia, el Banco de Talca se caracterizó por contribuir en diversas obras de adelanto para la ciudad y la provincia, como lo fue la instalación de la sede de la Universidad de Chile en la ciudad (1965), la creación y habilitación del Museo de Huilquilemu (1975), el patrocinio de exposiciones de pintura chilena, la construcción de la Torre Lircay —primer edificio de 15 pisos en Talca— en 1975, además de otorgar financiamiento para los estudios preliminares y la posterior creación de la Corporación de Desarrollo de la Región del Maule.
Entre 1970 y 1973 el banco fue uno de los auspiciadores del concurso La Gran Jornada, destinado a recaudar fondos para el Club Deportivo Universidad Católica; los participantes debían cancelar en las sucursales del Banco de Talca las cuotas correspondientes para participar en los sorteos.

### Estatización y reprivatización
En marzo de 1971 el banco fue estatizado mediante la compra del 58% de sus acciones a través de la Corporación de Fomento de la Producción (Corfo). Al año siguiente adquirió todos los activos que la agencia del First National City Bank poseía en Chile, con lo cual pasaron al Banco de Talca las 6 sucursales del banco estadounidense en Santiago (Bandera, Providencia, Estación, San Diego, San Antonio y 21 de Mayo), más las dos sucursales de Valparaíso y la que existía en Concepción. Tras el golpe de Estado del 11 de septiembre de 1973, la dictadura militar inició un proceso de reprivatización de la banca; en noviembre de 1975, mediante una licitación pública, Corfo vendió el 89,5% del capital del Banco de Talca a 542 personas naturales y jurídicas de la Región del Maule.
En marzo de 1975 el Banco de Talca creó un Departamento de Comercio Exterior, donde se gestionaban trámites de importaciones y exportaciones, además de entregar informes técnicos sobre el tema. Al año siguiente creó una Gerencia Agrícola, destinada a entregar créditos para dicho sector productivo.

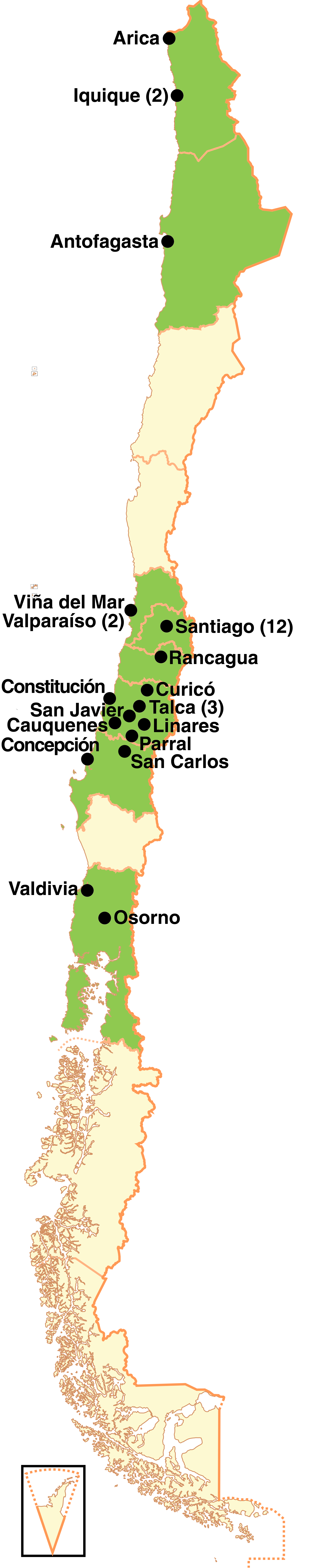
Sucursales del Banco de Talca al momento de su liquidación (1982).

Desde mediados de la década de 1970 el banco inició un nuevo proceso de expansión, abriendo sucursales en Iquique (30 de septiembre de 1976) —convirtiéndose a la vez en representantes oficiales de la Zona Franca—, Arica (1977), Curicó (1977), Mercado-Centro en Talca (1977), Viña del Mar (1978), Antofagasta (1978), Faro de Apoquindo (1978) y Macul (1979), estas últimas dos en Santiago.

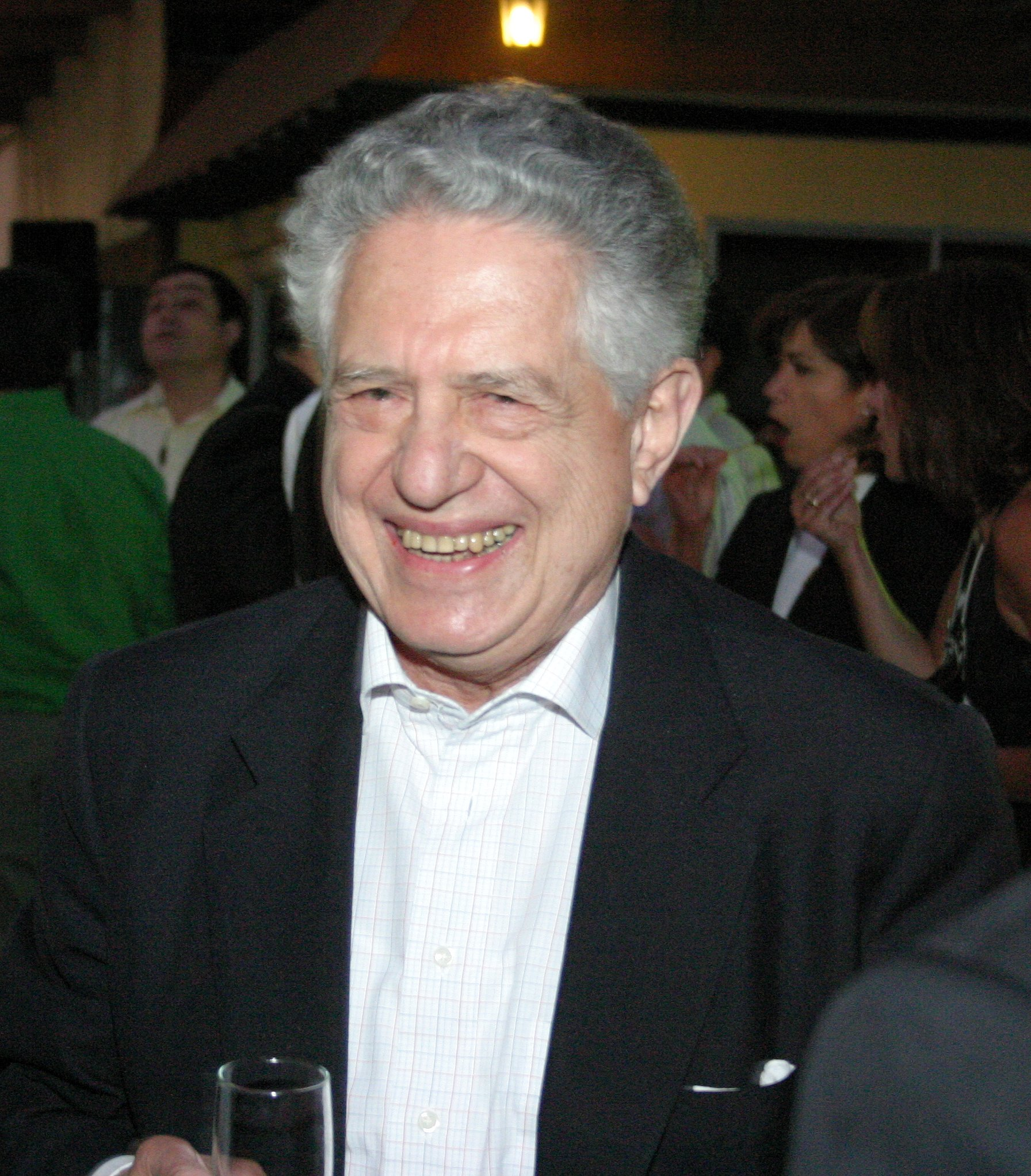
Carlos Massad, presidente del Banco de Talca (1979-1982).

En 1979 el grupo Calaf-Danioni adquirió el 65% de la propiedad del Banco de Talca. El 19 de abril de ese año Carlos Massad se incorporó al directorio —siendo nombrado presidente del banco el 22 de junio— y Sebastián Piñera fue nombrado gerente general —quien fue reemplazado el 1 de noviembre de 1980 por Emiliano Figueroa Sandoval—. En este período se produce la apertura de las últimas sucursales del banco en Osorno, Universidad de Chile y Escuela Militar en 1980 —junto con la remodelación de sus sucursales de Ahumada, Curicó y Parral—; y Rancagua, Valdivia y Orrego Luco en 1981.
Durante fines de los años 70 e inicios de los 80 el Banco de Talca introdujo nuevos productos y servicios en sus oficinas: en abril de 1979 fue uno de los primeros —junto con los bancos de Concepción, del Trabajo, Español-Chile, Israelita y de Crédito e Inversiones— en operar las tarjetas de crédito Visa para cuentas corrientes, y al año siguiente se convirtió en el primer banco chileno en ofrecer la tarjeta Visa Internacional. Previo a esto, el original proyecto de las tarjetas de crédito en Chile fue impulsado por el empresario Ricardo Claro quien en sociedad con Robert Wezlow, presidente del Southeast Bank of Miami, formaron la primera Sociedad de Crédito de Chile - Credichile Ltda. En mayo de 1980 comenzó a operar Cuentas de Ahorro a Plazo y en ese mismo año reestructuró su División de Sucursales, creando 4 áreas: Área Norte, V Región, Área Metropolitana y Área Sur, a fin de descentralizar las operaciones del banco. Hacia diciembre de ese año el Banco de Talca poseía 33 oficinas (13 en Santiago y 20 en el resto del país).

### Intervención y liquidación
El Ministerio de Hacienda anunció la intervención del banco —así como también la de los bancos Linares, de Fomento de Valparaíso y Español-Chile y las financieras Cash, Compañía General Financiera, Financiera de Capitales y Finansur— el 30 de octubre de 1981, haciéndose efectiva dicha medida el 2 de noviembre del mismo año. Entre los principales deudores del banco al momento de su intervención se encontraban algunas empresas del mismo grupo Calaf-Danioni (Manufacturas Yarza S.A., Calaf S.A.C.I., Compañía Agrícola y Forestal Copihue, Inversiones Río Claro, Agrícola y Forestal Los Quillayes, Forestal Las Cañas, Compañía de Consumidores de Gas de Talca, Inmobiliaria Las Terrazas de Providencia y Aceitera Talca) además de otras organizaciones, como Envases del Pacífico, Envases Modernos, Comercial Importex, Banco de Fomento del Bío-Bío, Banco de Fomento de Valparaíso y Agroindustrias Talca.
El Banco de Talca fue finalmente liquidado por la SBIF el 15 de abril de 1982 y adquirido por Centrobanco —denominado CentroHispano Banco desde 1992, adquirido por el Banco O'Higgins en 1993 y cuyos capitales pertenecen hoy al Banco Santander-Chile— por un total de 17 mil millones de pesos de la época. El banco también entregó en parte de pago al Banco Central de Chile 115 pinturas de su pinacoteca para saldar una porción de sus deudas.
Posterior a su desaparición, varios de los controladores del Banco de Talca fueron procesados judicialmente por defraudación e infracciones a la Ley General de Bancos; el 12 de julio de 1982 la administración provisional del banco en liquidación (nombrada por la SBIF) se querelló en contra de diversos ejecutivos: ese mismo día fueron detenidos Miguel Calaf y Alberto Danioni —siendo declarados reos 5 días después—, mientras que el 27 de agosto del mismo año fueron declarados reos Sebastián Piñera, Carlos Massad y Emiliano Figueroa Sandoval, siendo sus órdenes de detención anuladas por la Corte Suprema el 20 de septiembre, luego que presentaran un recurso de amparo y durante dicho período no lograran ser ubicados por las autoridades para su detención.

### Affairepolítico de 2009
A fines de julio de 2009 la exministra de Justicia de la dictadura de Pinochet, Mónica Madariaga, volvió a poner a la luz pública antecedentes de la quiebra del Banco de Talca dentro de un ambiente electoral, cuando Sebastián Piñera era candidato a la presidencia. Dichas declaraciones implicaron el cruce de opiniones entre distintas personalidades. La prensa insistió entrevistando a policías, jueces y políticos aunque en el fondo el escándalo apuntaba a cuestionar los dineros del candidato en un entorno próximo a la elección de diciembre de 2009.
Sebastián Piñera, quien ha negado que fue prófugo de la justicia, en su defensa acusó al detective Nelson Rivera, quien intentó detenerlo en 1982, señalando que el informe que había hecho el policía era falso. Rivera entonces estampó una querella contra Piñera en el 8º Juzgado de Garantía de Santiago, el cual fijó una citación al candidato para el día 17 de diciembre (días después de la elección presidencial) a la cual Piñera no asistió por "compromisos previos" de su agenda de campaña, motivando la protesta de sus opositores.

## Presidentes
- Jerónimo de la Cruz (1884-1885)
- Manuel Fernández Carvallo (1885-1890)
- Urcisino Opazo Silva (1890-1898)
- Daniel Vergara Urzúa (1898-1904)
- Juan Esteban de la Cruz Concha (1904-1911)
- Pedro Letelier Silva (1911-1926)
- Jorge de la Cruz Concha (1926-1932)
- Federico Weston (1932-1936)
- Pedro Opaso Letelier (1936-1957)
- Santiago Vergara Lois (1957-1960)
- Aurelio Fernández Barros (1960-1971)
- Jorge Alvear Riquelme (1971-1972)
- Jaime Font Gabarró (1972)
- Marcos Rojas Cancino (1972-1973)
- Waldo López Strange (administrador delegado, 1973-1976)
- Carlos Icaza Silva (1976-1979)
- Carlos Massad Abud (1979-1982)